# タトラT400
タトラT400（Tatra T400）は、チェコスロバキア（現：チェコ）のタトラ国営会社（スミーホフ工場）が製造したトロリーバス車両。第二次世界大戦後のトロリーバス車両の需要に応えるため、1940年代後半から1950年代中盤まで生産が実施された。タトラ400（Tatra 400）と呼ばれる場合もある。

## 概要
第二次世界大戦後、当時のチェコスロバキアでは多数のトロリーバス路線が開通し、それに合わせたトロリーバス車両の需要が高まっていた。それを受け、プラハに工場を有していたタトラ国営会社が開発したのがT400である。
シャーシは当時タトラが生産していた3軸トラックのタトラ111のものが流用されており、主電動機からの動力を後方の2軸へ伝達する構造が用いられた。モノコック構造が用いられた車体には3箇所に乗降扉が設けられ、車内の座席配置はロングシートが採用された他、客室は主電動機からの送風、運転席は電気抵抗器を用いた暖房機能が搭載されていた。

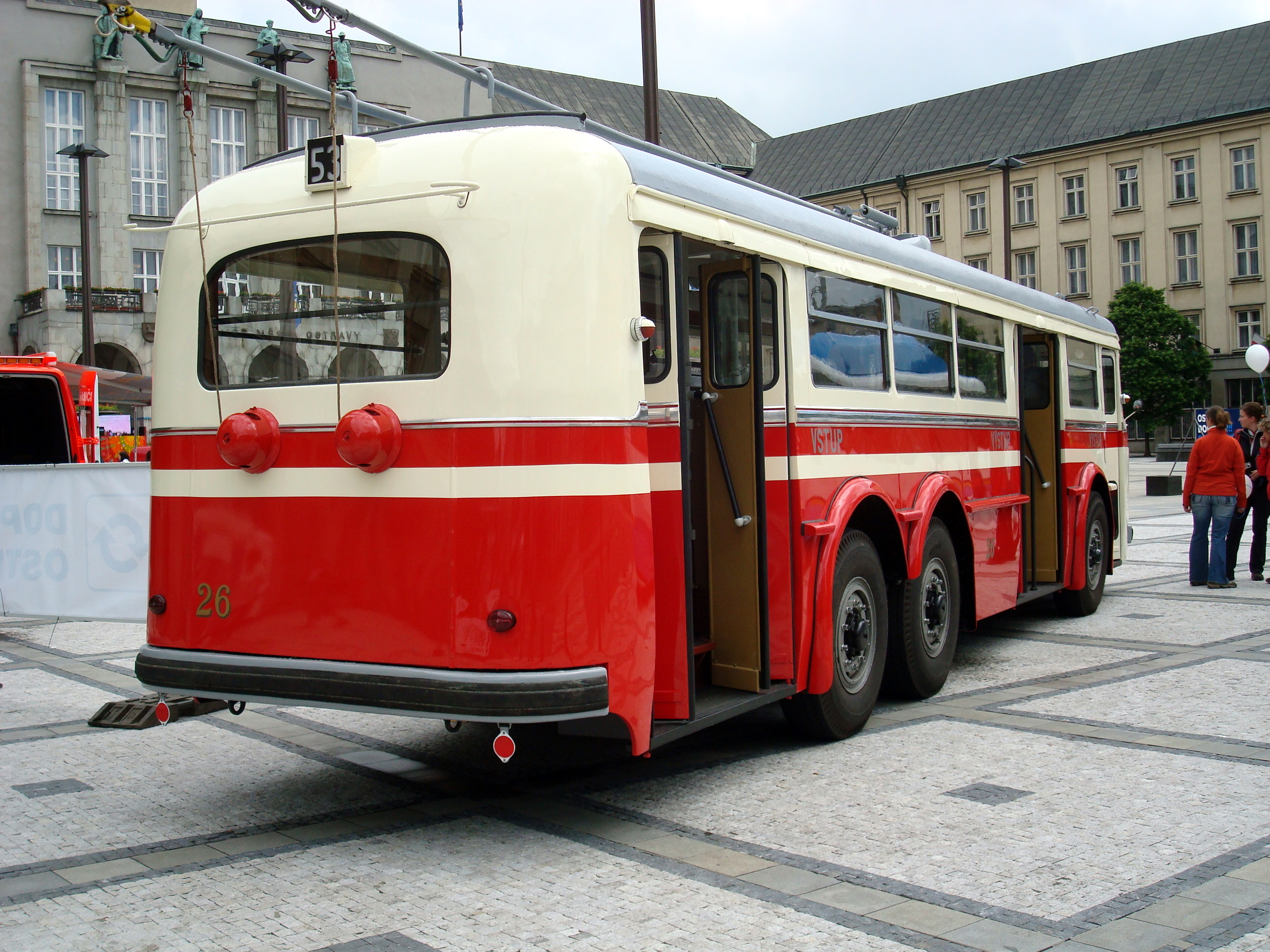
後方（オストラヴァ）
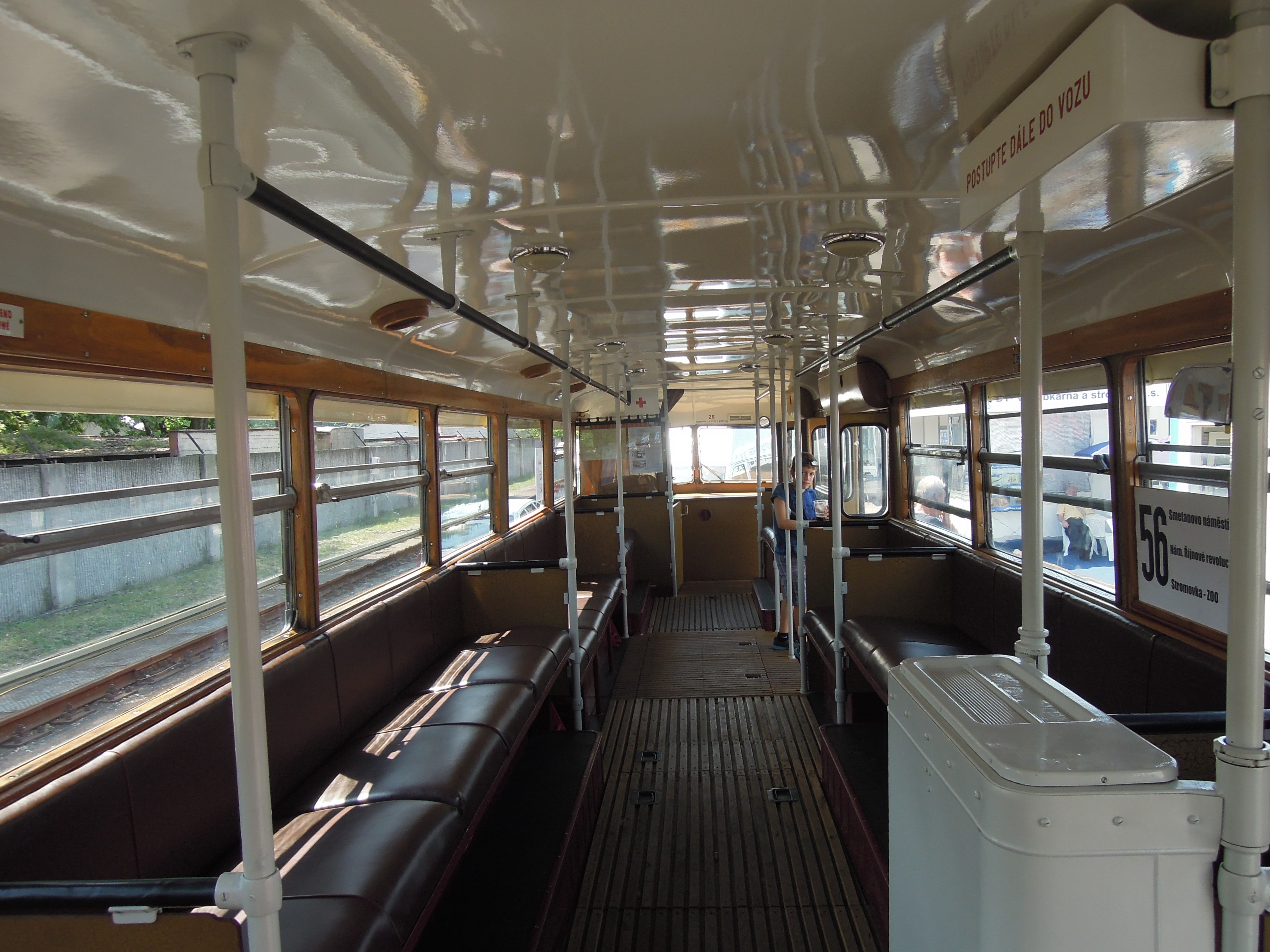
車内（オストラヴァ）
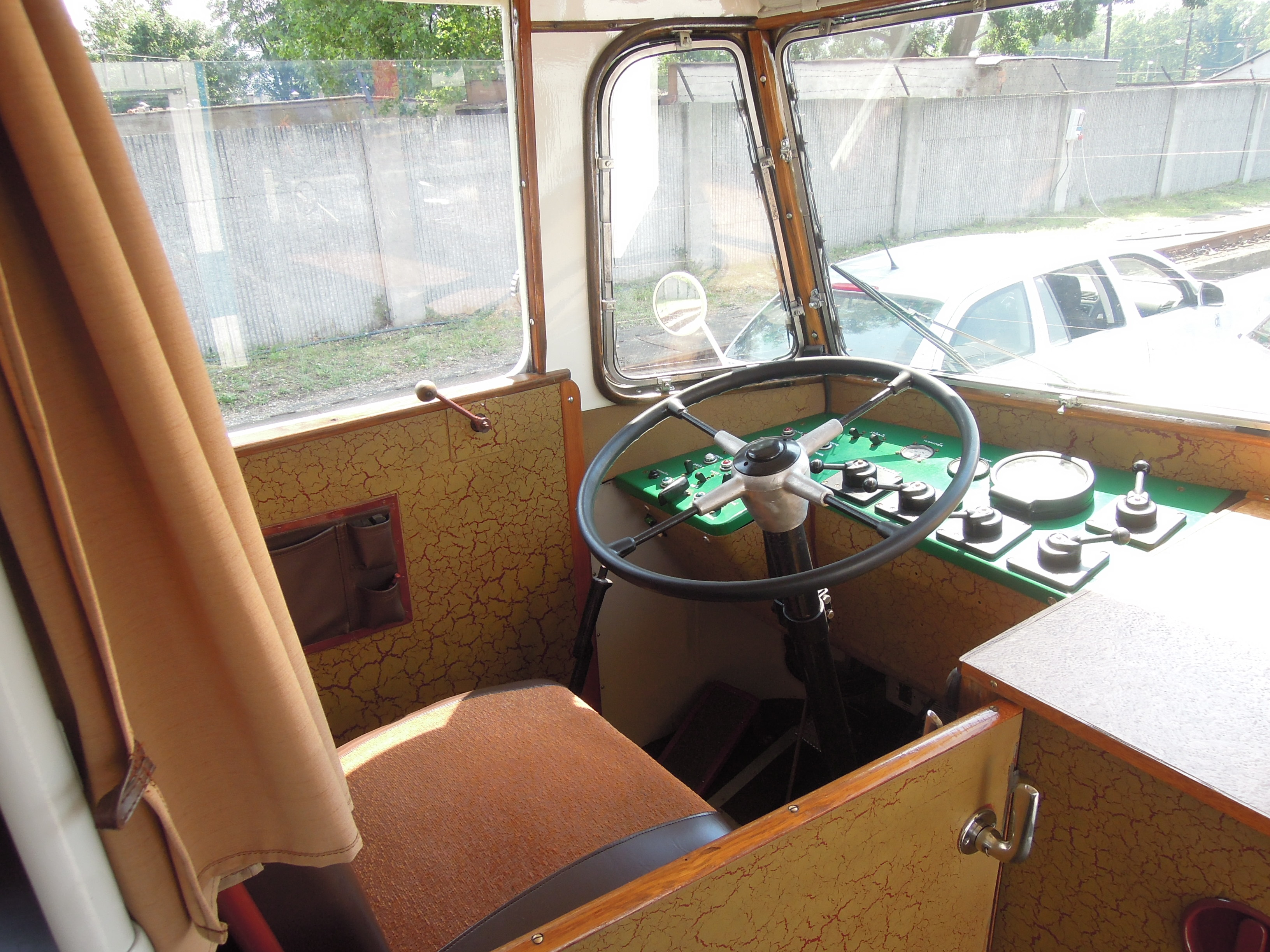
運転台（オストラヴァ）

1948年から1955年にかけて試作車を含めて4次に渡って生産が行われたが、そのうち最終量産増備車である3次車（T400/IIIA）については主電動機の個数が2基に改められた他、それに合わせて車体設計の変更も実施された。一方で回生ブレーキも搭載されたが故障が相次ぎ、これを受けて1955年に1両が製造された試作車（4次車）は発電ブレーキに変更されたものの、それでも故障の頻発が改善される事はなかった。
全195両が製造されたタトラT400は、大半の車両が導入されたプラハ（プラハ・トロリーバス）に加えて以下の都市で使用され、プラハやオストラヴァでは1970年代前半まで営業運転に使用された。2021年現在、オストラヴァやブルノ、プラハ、ブラチスラヴァに保存車両が存在し、動態保存運転も各都市で行われている。
| タトラT400 導入都市一覧                                     | タトラT400 導入都市一覧 | タトラT400 導入都市一覧          | タトラT400 導入都市一覧 |
| 都市                                                        | 導入車両数              | 備考                             |                         |
| ----------------------------------------------------------- | ----------------------- | -------------------------------- | ----------------------- |
| プラハ (プラハ・トロリーバス)                               | 136両                   |                                  |                         |
| ブラチスラヴァ (ブラチスラヴァ・トロリーバス)               | 25両                    |                                  |                         |
| オストラヴァ (オストラヴァ・トロリーバス)                   | 20両                    |                                  |                         |
| モスト リトヴィーノフ (モスト/リトヴィーノフ・トロリーバス) | 14両                    | 1959年の路線廃止後は各都市へ譲渡 |                         |

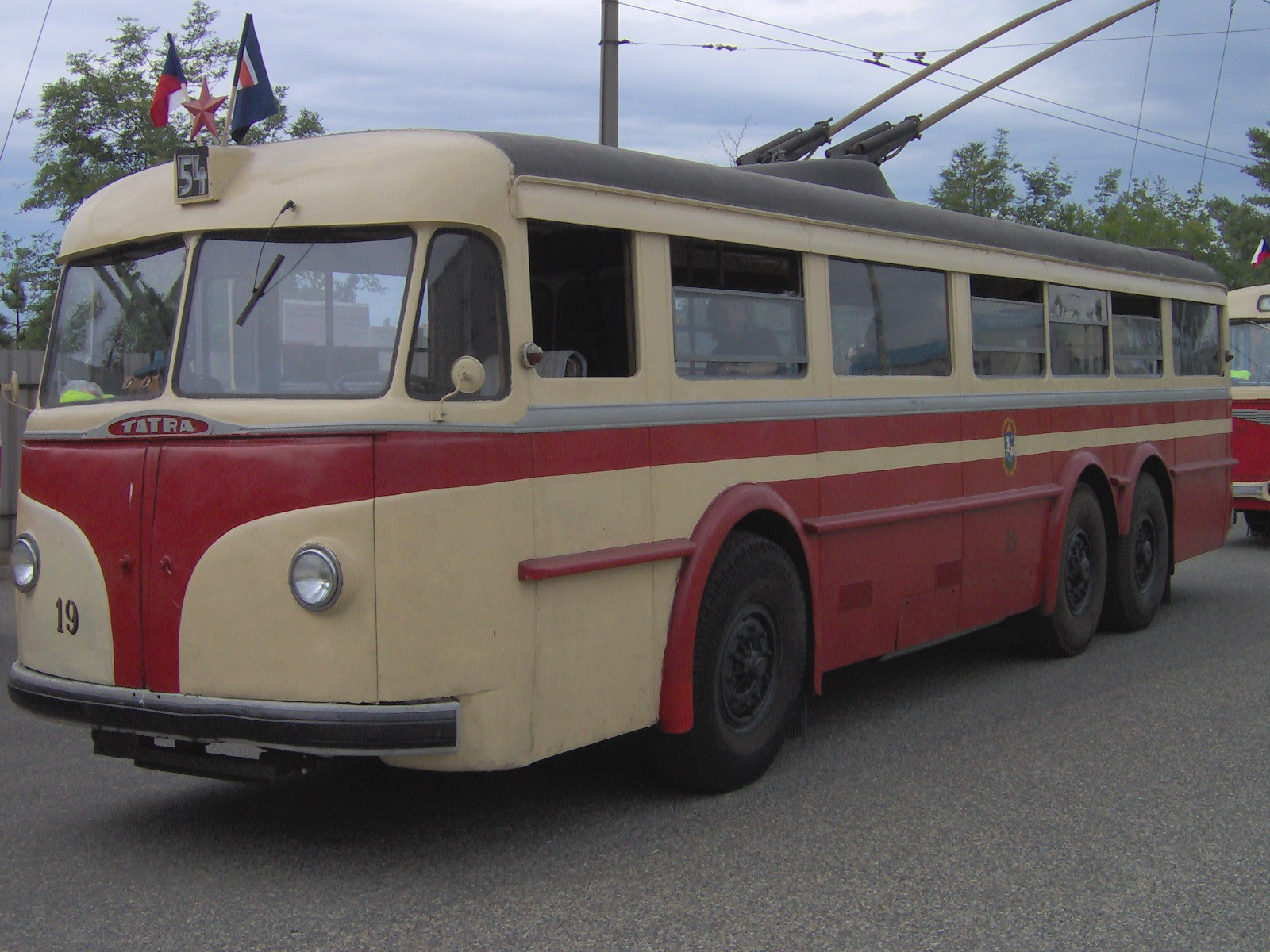
オストラヴァ（2005年撮影）
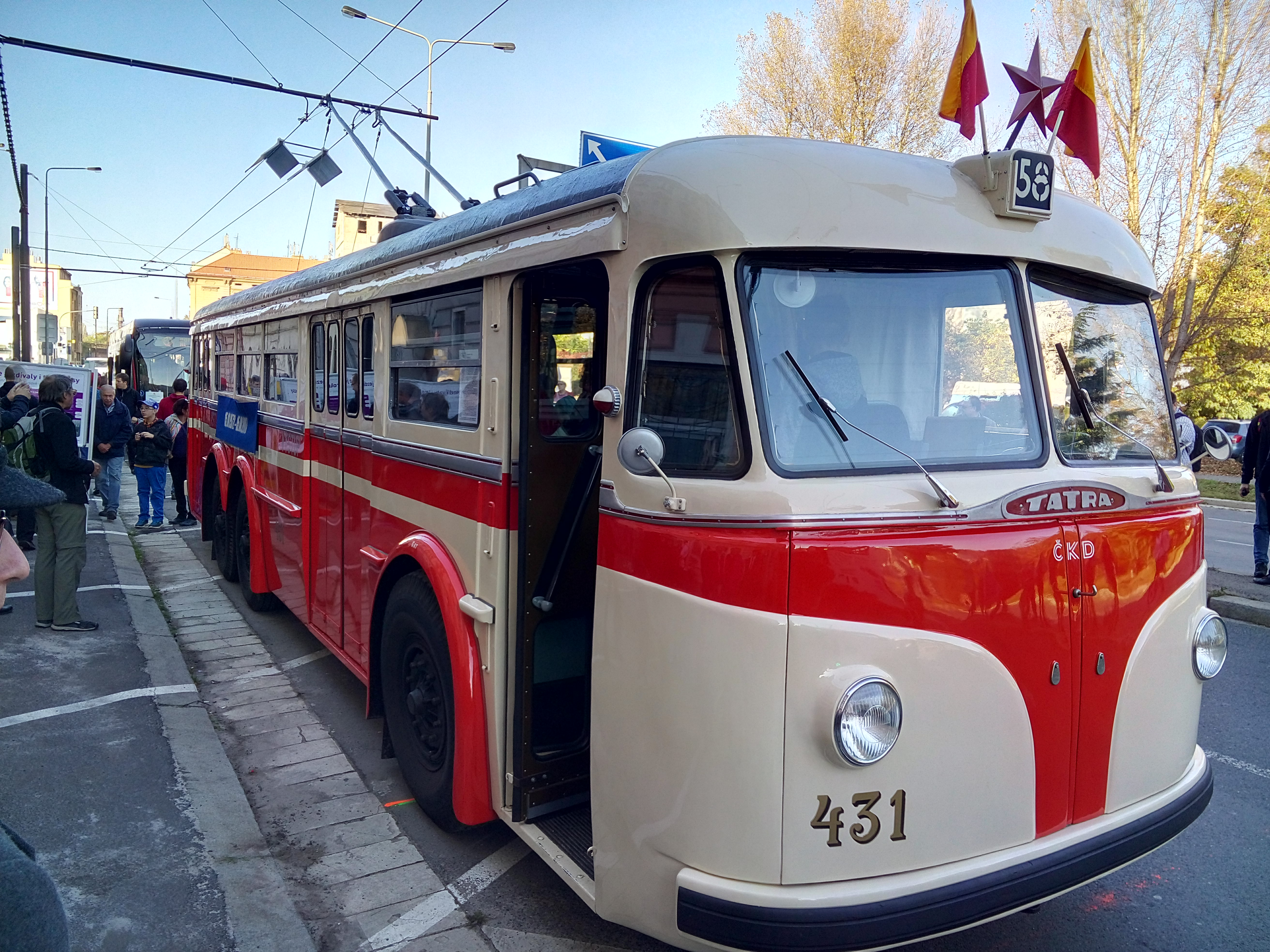
プラハ（2017年撮影）